# Michael Faraday
Michael Faraday (født 22. september 1791, død 25. august 1867), var en britisk fysiker og kemiker, der gjorde banebrydende opdagelser inden for elektromagnetisme.
Han blev født i London og blev ansat som lærling hos en bogbinder, da han var 13 år. I løbet af de syv års læretid fik han interesse for naturvidenskab. Derfor tog han notater om sine fysiske og kemiske iagttagelser, og disse notater sendte han til Humphry Davy, én af datidens førende videnskabsmænd. Det førte til, at Davy ansatte Faraday som assistent. 
Hans største indsats skete inden for elektricitet. I 1821, kort efter at Hans Christian Ørsted havde opdaget elektromagnetismen, byggede Faraday to apparater, der kunne frembringe det, som han selv kaldte "elektromagnetisk rotation". Det er en vedvarende, cirkulær bevægelse, forårsaget af den cirkulære, magnetiske kraft omkring en ledning. Ligeledes byggede han en elektrisk generator, som anvendte en magnet til at frembringe strøm. Disse eksperimenter og opfindelser danner grundlaget for moderne, elektromagnetisk teknologi.
Ti år senere, i 1831, indledte han den lange serie af eksperimenter, som førte til opdagelsen af elektromagnetisk induktion. Hans forevisninger demonstrerede ideen om, at elektrisk strøm kan frembringe magnetisme. Faraday nåede så langt som til at foreslå, at elektromagnetiske kræfter strækker sig ud i det tomme rum uden om lederen, men han fuldførte ikke sit arbejde med denne tanke. Faradays eksperimentelle forevisning af kraftlinjer, der udgår fra ladede legemer blev beskrevet matematisk af James Clerk Maxwell, og derfra videreudviklet til den generelle teori, der kendes som feltteorien.
I 1845 opdagede han dels et fænomen, han kaldte diamagnetisme, dels det, som i dag kaldes Faraday effekten: Polariseringsplanet hos lineært polariseret lys, som sendes gennem et stof, kan drejes ved brug af et ydre magnetfelt, der er ordnet efter lysets bevægelsesretning. Han skrev i sin protokol: "Endelig har jeg illumineret en magnetisk kurve eller en kraftlinje, og jeg har magnetiseret en lysstråle". Dette beviste, at magnetiske kræfter og lys er beslægtede fænomener.
I arbejdet med statisk elektricitet beviste Faraday, at ladningen kun findes på overfladen af den opladede leder, og at den udvendige ladning ikke har indflydelse på noget som helst inden i lederen. Denne skærmende virkning bruges i det, man nu til dags kalder Faradays bur.
I 1826 indledte han Juleforedragene for unge mennesker med et foredrag om flammens kemi og fysik under titlen Naturhistorien i et stearinlys. Foredragene fandt sted på det engelske videnskabelige institut Royal Institution . I alt holdt han 16 af dem i årene mellem 1827 og 1861. Både disse og andre foredrag bidrog til at skabe hans ry som en enestående, videnskabelig underviser. Juleforedragene er en tradition der stadig bliver opretholdt af Royal Institution Christmas Lectures (en), og de bliver udsendt i TV hvert år.
Enheden for kapacitet, en farad, er opkaldt efter Faraday, og man kan se hans portræt på de britiske 20-pund sedler.
Faradays sponsor og rådgiver var John 'Mad Jack' Fuller, som oprettede Fuller-professoratet i kemi ved The Royal Institution. Faraday blev den første og mest berømte, som havde dette embede for livstid.

## Opdagelser
- Demonstrerede den første elektriske transformer i Royal Institute i London i 1831.
- Påviste Induktion (fysik) i 1831.
- Beskrev lovene for elektrolyse i 1833.
- Påviste afskærmning af felter ved hjælp af gitre (Faradays bur).
- Opdagede benzol.

Michael Faraday dannede flere ord med relation til elektricitet. Nogle af dem er: Elektrode, anode, katode, anion, kation, elektrolyt, elektrolyse.

Michael Faraday kunne skrive med begge hænder på samme tid, i hver sin retning. Dog skrev det samme med begge hænder.